# تیم ملی گلبال زنان ایران

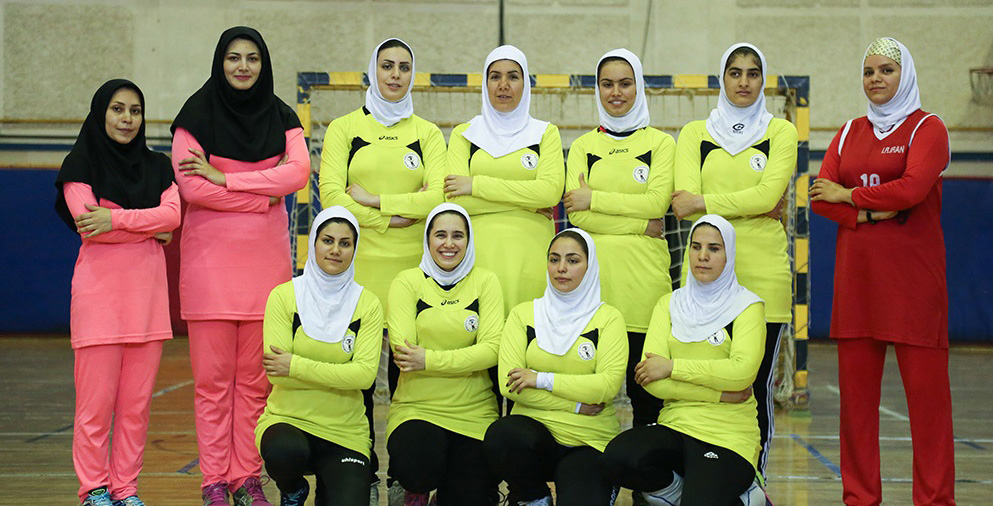
تیم ملی گلبال زنان ایران

تیم ملی گلبال زنان ایران یک تیم بین‌المللی گلبال زنان است که از طرف ایران در رقابت‌های پارالمپیک و پاراآسیایی و مسابقات قهرمانی آسیا و قهرمانی جهان شرکت می‌کند.

## تاریخچه
در اسفندماه سال ۱۳۸۵ مطابق با سال ۲۰۰۶ میلادی علی اصغر هادی زاده رئیس فدراسیون ورزش‌های نابینایان گفت: در بازی‌های آسیایی مالزی (فسپیک) که در تمامی رشته‌های نابینایان برگزار می‌شود، ما نیز با تمام توان و در همه رشته‌های مردان حضور یافته و برای اولین بار تیم گلبال بانوان کشورمان را به این رقابت‌ها اعزام خواهیم کرد و این اولین حضور رسمی تیم بانوان در میادین بین‌المللی است. (مسابقات مالزی نهمین و آخرین دوره بازی‌های معلولان آسیا و اقیانوسیه یا به اختصار فسپیک بود که ایران و کشورهای غرب آسیا برای اولین بار در سال ۲۰۰۶ میلادی در آن شرکت کردند و این رقابت‌ها پس از آن منحل شد و از سال ۲۰۱۰ اولین دوره بازی‌های پاراآسیایی با تشکیل کمیته پارالمپیک آسیا به صورت چهارسال یک بار و فقط با حضور کشورهای آسیایی برگزار می‌شود. در آذرماه سال ۱۳۹۵ مطابق با سال ۲۰۰۶ میلادی اولین تیم ملی گلبال زنان با ترکیب مریم دوستی، سمیرا جلیلوند، مریم کوه فلاح، ناهید بارکد، فاطمه السادات قمصری و حبیبه فریسات به یک مسابقه رسمی بین‌المللی اعزام شد و در اولین حضور بین‌المللی و رسمی خود در میادین بین‌المللی، تیم ایران در دیدار نهایی با نتیجهٔ هشت بر دو از چین شکست خورد و به مدال نقره دست یافت.
در آبان ماه سال ۱۳۹۲ مطابق با نوامبر ۲۰۱۳ میلادی تیم ملی گلبال بانوان ایران برای اولین بار در تاریخ سهمیه حضور در رقابتهای جهانی را بدست آورد. در مسابقات گلبال قهرمانی آسیا و اقیانوسیه و با توجه به نتایج حاصل شده تیم گلبال بانوان کشورمان و قبل از اتمام این رقابتها و با کسب ۶ امتیاز برای اولین بار جواز حضور در رقابتهای جهانی گلبال فنلاند ۲۰۱۴ را به دست آورد. در پایان روز سوم این رقابتها امروز جمعه تیم گلبال بانوان کشورمان مقابل چین ۳ بر صفر و برابر ژاپن ۲ بر صفر مغلوب شد ولی به دلیل قرار گرفتن قطعی در سکوی سوم این رقابتها و بالاتر از استرالیا راهی مسابقات جهانی فنلاند شد. تیمهای ژاپن و چین به ترتیب به عنوان قهرمان و نایب قهرمان پارالمپیک ۲۰۱۲ لندن پیش از این سهمیه رقابتهای جهانی فنلاند را کسب کرده بودند.
سمیه شاعری نایب رئیس بانوان فدراسیون نابینایان و کم بینایان در سال ۱۳۹۶ یعنی ۲۰۱۷ میلادی در گفت و گو با خبرگزاری ایسنا گفت: بعد از بازی‌های پاراآسیایی اینچئون ۲۰۱۴، تیم ملی گلبال بانوان به دلیل مواجهه با تیم رژیم صهیونیستی در تورنمنت‌های برون مرزی حضور نداشت و تقریباً مدت ۴ سال این تیم از شرکت در تورنمنت‌های برون مرزی دور مانده بود. البته ما در این مدت سعی کردیم با برگزاری مسابقه‌های قهرمانی کشوری و لیگ، تیم را به هر جهت آماده نگه داریم. اما متأسفانه این تیم امکان حضور در رقابت‌های برون مرزی را نداشت. ما حتی برای کسب سهمیه پارالمپیک نیز با وجود این که می‌توانستیم سهمیه کسب کنیم، اما چون بانوان گلبال اسراییل به عنوان تیم اول سهمیه کسب کرده بودند، مجبور شدیم از اعزام به چین برای کسب سهمیه پارالمپیک امتناع کنیم. زیرا اگر سهمیه کسب می‌کردیم و در رقابت‌ها حضور پیدا نمی‌کردیم، تیم ملی گلبال بانوان محروم می‌شد. متأسفانه به خاطر شرایطی که برای این تیم در این چهار سال پیش آمد نتوانستیم حتی یک حضور بین‌المللی داشته باشیم اما تلاش خواهیم کرد بهترین تیم را در سال آینده برای گلبال بانوان تشکیل دهیم تا بتوانیم ناکامی که در این چهار سال به خاطر اعزام نشدن به تورنمنت‌های بین‌المللی داشتیم، به نوعی جبران کنیم. بنا داریم در جهت فعال کردن تیم ملی گلبال بانوان علاوه بر تشکیل تیم ملی بزرگسالان، در رده سنی جوانان این رشته را نیز فعال کنیم تا در مسابقه‌های جهانی و آسیایی که سال آینده در رده سنی بزرگسالان و جوانان برگزار می‌شود، در هر دو رده عملکرد موفقی داشته باشیم.

## مسابقات

### بازی‌های پاراآسیایی
| سال   | رده         | بازی | برد | برابر | باخت |
| ----- | ----------- | ---- | --- | ----- | ---- |
| ۲۰۱۰  | سوم         | ۶    | ۴   | ۰     | ۲    |
| ۲۰۱۴  | نایب قهرمان | ۴    | ۳   | ۰     | ۱    |
| مجموع | ۲/۲         | ۱۰   | ۷   | ۰     | ۳    |